# 減毒疫苗
减毒疫苗（英語：Attenuated vaccine）又称减毒活疫苗（live attenuated vaccine，LAV）是指含有致病性被削弱的病原体（减毒病原体、弱化病原体）的疫苗。这些病原体在毒性降低的同時，仍保有活性，也就是並未被“殺死”。與其相對者為灭活疫苗，是不具活性，已經“死亡”的病原体。
病毒可以經由多種不同途徑減少毒性，可用的宿主包括組織培養、胚胎卵（embryonated eggs）與動物活體等。這些減毒性病毒在逐漸弱化的同時，一些重要的遺傳物質並沒有改變，使其可產生疫苗的作用。

## 缺点
由于减毒疫苗包含活病毒，所以通常必须冷藏才能保持其活性。在世界上没有冷藏设备的偏远地区，获取和储存这类疫苗可能会受到限制。
尽管使用减毒疫苗发生不良反应的频率很低，但是由于病毒在宿主体内会发生变异和变化，因此病毒有可能再次变毒并引发疾病。
此外，减毒疫苗不能用于免疫力低下的人（如艾滋病毒感染者或癌症患者）。怀孕期间通常也不能接种这些疫苗。
与病毒相比，细菌减毒疫苗的生产更具挑战性，因为细菌的基因组更为复杂。不过，可以利用 DNA 重组技术去除病毒性，但保留免疫原性。霍乱弧菌疫苗就是用这种方法制成的（目前尚未在美国获得批准）。此外，还开发出了针对肺结核的活疫苗。

## 外部連結
- Global Polio Eradication Initiative: Advantages and Disadvantages of Vaccine Types
- CDC H1N1 Flu / 2009 H1N1 Nasal Spray Vaccine Q&A （页面存档备份，存于） at the website of the US Centers for Disease Control and Prevention